# Kanianka
Kanianka is een Slowaakse gemeente in de regio Trenčín, en maakt deel uit van het district Prievidza.
Kanianka telt 4.145 inwoners.